# Beidweiler
Beidweiler (lb. Beidler, Beddler) – wieś (Uertschaft) w środkowym Luksemburgu, w kantonie Grevenmacher, w gminie Junglinster. Do 3 października 2015 miejscowość leżała w dystrykcie Grevenmacher, a do 31 grudnia 1978 w gminie Rodenbourg. Liczy 255 mieszkańców (1 stycznia 2023).